# Francesco Antonio di Hohenzollern-Haigerloch
Francesco Antonio di Hohenzollern-Haigerloch (Castello di Sigmaringen, 2 dicembre 1657 – Friedlingen, 14 ottobre 1702) è stato Conte di Hohenzollern-Haigerloch dal 1681 alla propria morte.

## Biografia
Francesco Antonio era il figlio minore di Mainardo I di Hohenzollern-Sigmaringen e di Anna Maria di Toering-Seefeld, e fratello quindi del Principe Massimiliano di Hohenzollern-Sigmaringen.
Nel 1681 venne creato dal padre Conte di Hohenzollern-Heigerloch (dominio parte del principato di Hohenzollern-Sigmaringen), divenendo fondatore di una nuova linea in reggenza di questa contea, dopo l'estinzione della precedente che era defunta nel 1630.
Il 5 febbraio 1687 sposò Maria Anna di Königsegg-Aulendorf, dalla quale ebbe quattro eredi:
- Ferdinando Antonio (4 dicembre 1692 a Sigmaringen - 23 luglio 1750 al Castello di Brühl), Conte di Hohenzollern-Haigerloch
- Anna (3 marzo 1694 a Sigmaringen - 28 febbraio 1731/32)
- Maria Francesca (1697 - marzo 1767)
- Francesco Cristoforo Antonio

## Ascendenza
|                                                 |                                  |                                                      | Genitori                                |  |  | Nonni |  |  | Bisnonni                                |  |  | Trisnonni                   |  |
|                                                 |                                  |                                                      |                                         |  |  |       |  |  | 8. Carlo II di Hohenzollern-Sigmaringen |  |  | 16. Carlo I di Hohenzollern |  |
|                                                 |                                  |                                                      |                                         |  |  |       |  |  | 8. Carlo II di Hohenzollern-Sigmaringen |  |  | 16. Carlo I di Hohenzollern |  |
|                                                 |                                  | 17. Anna di Baden-Durlach                            |                                         |  |  |       |  |  | 8. Carlo II di Hohenzollern-Sigmaringen |  |  |                             |  |
| 4. Giovanni di Hohenzollern-Sigmaringen         |                                  |                                                      |                                         |  |  |       |  |  | 8. Carlo II di Hohenzollern-Sigmaringen |  |  |                             |  |
|                                                 |                                  | 9. Eufrosina di Oettingen-Wallerstein                | 18. Federico V di Oettingen-Wallerstein |  |  |       |  |  |                                         |  |  |                             |  |
|                                                 |                                  | 9. Eufrosina di Oettingen-Wallerstein                | 18. Federico V di Oettingen-Wallerstein |  |  |       |  |  |                                         |  |  |                             |  |
|                                                 |                                  | 9. Eufrosina di Oettingen-Wallerstein                | 19. Eufrosina di Oettingen-Flochberg    |  |  |       |  |  |                                         |  |  |                             |  |
| 2. Mainardo I di Hohenzollern-Sigmaringen       |                                  | 9. Eufrosina di Oettingen-Wallerstein                |                                         |  |  |       |  |  |                                         |  |  |                             |  |
|                                                 |                                  | 10. Eitel Federico I di Hohenzollern-Hechingen       | 20. Carlo I di Hohenzollern (= 8)       |  |  |       |  |  |                                         |  |  |                             |  |
|                                                 |                                  | 10. Eitel Federico I di Hohenzollern-Hechingen       | 20. Carlo I di Hohenzollern (= 8)       |  |  |       |  |  |                                         |  |  |                             |  |
|                                                 |                                  | 10. Eitel Federico I di Hohenzollern-Hechingen       | 21. Anna di Baden-Durlach (= 9)         |  |  |       |  |  |                                         |  |  |                             |  |
| 5. Giovanna di Hohenzollern-Hechingen           |                                  | 10. Eitel Federico I di Hohenzollern-Hechingen       |                                         |  |  |       |  |  |                                         |  |  |                             |  |
|                                                 |                                  | 11. Sibilla di Zimmern                               | 22. Froben Cristoforo di Zimmern        |  |  |       |  |  |                                         |  |  |                             |  |
|                                                 |                                  | 11. Sibilla di Zimmern                               | 22. Froben Cristoforo di Zimmern        |  |  |       |  |  |                                         |  |  |                             |  |
|                                                 |                                  | 11. Sibilla di Zimmern                               | 23. Cunegonda di Eberstein              |  |  |       |  |  |                                         |  |  |                             |  |
| 1. Francesco Antonio di Hohenzollern-Haigerloch |                                  | 11. Sibilla di Zimmern                               |                                         |  |  |       |  |  |                                         |  |  |                             |  |
|                                                 | 12. Eustachio di Törring-Seefeld | 24. Giovanni Giorgio VI di Törring-Seefeld           |                                         |  |  |       |  |  |                                         |  |  |                             |  |
|                                                 | 12. Eustachio di Törring-Seefeld | 24. Giovanni Giorgio VI di Törring-Seefeld           |                                         |  |  |       |  |  |                                         |  |  |                             |  |
|                                                 | 12. Eustachio di Törring-Seefeld | 25. Elena dell'Albm                                  |                                         |  |  |       |  |  |                                         |  |  |                             |  |
| 6. Ferdinando di Törring-Seefeld                | 12. Eustachio di Törring-Seefeld |                                                      |                                         |  |  |       |  |  |                                         |  |  |                             |  |
|                                                 |                                  | 13. Caterina di Bemelberg-Hohenburg                  | 26. Corrado X di Bemelberg-Hohenburg    |  |  |       |  |  |                                         |  |  |                             |  |
|                                                 |                                  | 13. Caterina di Bemelberg-Hohenburg                  | 26. Corrado X di Bemelberg-Hohenburg    |  |  |       |  |  |                                         |  |  |                             |  |
|                                                 |                                  | 13. Caterina di Bemelberg-Hohenburg                  | 27. Caterina di Helfenstein             |  |  |       |  |  |                                         |  |  |                             |  |
| 3. Anna Maria di Törring-Seefeld                |                                  | 13. Caterina di Bemelberg-Hohenburg                  |                                         |  |  |       |  |  |                                         |  |  |                             |  |
|                                                 |                                  | 14. Volfango Giacomo di Schwarzenberg-Hohenlandsberg | 28. Ottone Enrico di Schwarzenberg      |  |  |       |  |  |                                         |  |  |                             |  |
|                                                 |                                  | 14. Volfango Giacomo di Schwarzenberg-Hohenlandsberg | 28. Ottone Enrico di Schwarzenberg      |  |  |       |  |  |                                         |  |  |                             |  |
|                                                 |                                  | 14. Volfango Giacomo di Schwarzenberg-Hohenlandsberg | 29. Elisabetta di Buchberg              |  |  |       |  |  |                                         |  |  |                             |  |
| 7. Renata di Schwarzenberg-Hohenlandsberg       |                                  | 14. Volfango Giacomo di Schwarzenberg-Hohenlandsberg |                                         |  |  |       |  |  |                                         |  |  |                             |  |
|                                                 |                                  | 15. Anna Sibilla Fuger                               | 30. Markus Fugger                       |  |  |       |  |  |                                         |  |  |                             |  |
|                                                 |                                  | 15. Anna Sibilla Fuger                               | 30. Markus Fugger                       |  |  |       |  |  |                                         |  |  |                             |  |
|                                                 |                                  | 15. Anna Sibilla Fuger                               | 31. Sibilla di Eberstein                |  |  |       |  |  |                                         |  |  |                             |  |
|                                                 |                                  | 15. Anna Sibilla Fuger                               |                                         |  |  |       |  |  |                                         |  |  |                             |  |